# Zavodskói (Kushchóvskaya, Krasnodar)
Zadovskói (del ruso: Заводской) es un posiólok del raión de Kushchóvskaya del krai de Krasnodar, en Rusia. Está situado 14 km al noroeste de Kushchóvskaya y 179 km al norte de Krasnodar, la capital del krai. Tenía 203 habitantes en 2010
Pertenece al municipio Shkurinskoye.